# Johan Ludvig 2. af Anhalt-Zerbst
Fyrst Johan Ludvig 2. af Anhalt-Zerbst (23. juni 1688 – 5. november 1746) var fyrste af de små tyske fyrstendømmer Anhalt-Dornburg fra 1704 til 1742 og Anhalt-Zerbst fra 1742 til sin død i 1746.
Fyrst Johan Ludvig 2. var den ældste søn af Fyrst Johan Ludvig 1. af Anhalt-Dornburg i hans ægteskab med Christine Eleonore von Zeutsch. Ved faderens død arvede han sammen med sine fire brødre herredømmet over den dornburgske linje af Huset Askanien. Ved hovedlinjen af linjen Anhalt-Zerbsts uddøen i 1742 arvede han fyrstendømmet Anhalt-Zerbst sammen med sin lillebroder Christian August
Fyrst Johan Ludvig 2. giftede sig aldrig og fik ingen børn. Ved hans død fortsatte lillebroderen Christian August regeringen i Anhalt-Zerbst, men nu som enehersker.

## Eksterne links
- Wikimedia Commons har flere filer relateret til Johan Ludvig 2. af Anhalt-Zerbst
- Slægten Askaniens officielle hjemmeside Arkiveret 21. august 2018 hos  Wayback Machine

| Johan Ludvig 2.Huset AskanienFødt: 23. juni 1688 Død: 5. november 1746 | |                                 |
| Titler som regent                                                      | |                                 |
| Foregående: Johan Ludvig 1.                                            | Fyrste af Anhalt-Dornburg 1704 – 1742 med Johan August (1704–1709) med Christian Ludvig (1704–1710) med Johan Frederik (1704–1742) | Efterfølgende: Ingen            |
| Foregående: Johan August                                               | Fyrste af Anhalt-Zerbst 1742 – 1746 med Christian August (1742–1746)                                                               | Efterfølgende: Christian August |